# Medal Priestleya
Medal Priestleya – wyróżnienie nadawane przez American Chemical Society za wybitne osiągnięcia w dziedzinie chemii.
Nagroda została ustanowiona w 1922 roku. Jej patronem jest Joseph Priestley, odkrywca m.in. tlenu.

## Laureaci nagrody
- 1923: Ira Remsen
- 1926: Edgar F. Smith
- 1929: Francis P. Garvan
- 1932: Charles L. Parsons
- 1935: William A. Noyes
- 1938: Marston T. Bogert
- 1941: Thomas Midgley
- 1944: James Bryant Conant
- 1945: Ian Heilbron
- 1946: Roger Adams
- 1947: Warren K. Lewis
- 1948: Edward R. Weidlein
- 1949: Arthur B. Lamb
- 1950: Charles A. Kraus
- 1951: E.J. Crane
- 1952: Samuel C. Lind
- 1953: Robert Robinson
- 1954: W. Albert Noyes Jr.
- 1955: Charles A. Thomas
- 1956: Carl S. Marvel
- 1957: Farrington Daniels
- 1958: Ernest H. Volwiler
- 1959: Hermann Irving Schlesinger
- 1960: Wallace R. Brode
- 1961: Louis Plack Hammett
- 1962: Joel H. Hildebrand
- 1963: Peter Debye
- 1964: John C. Bailar Jr.
- 1965: William J. Sparks
- 1966: William O. Baker
- 1967: Ralph Connor
- 1968: William G. Young
- 1969: Kenneth Sanborn Pitzer
- 1970: Max Tishler
- 1971: Frederick D. Rossini
- 1972: George Bogdan Kistiakowsky
- 1973: Harold Clayton Urey
- 1974: Paul Flory
- 1975: Henry Eyring
- 1976: George S. Hammond
- 1977: Henry Gilman
- 1978: Melvin Calvin
- 1979: Glenn Seaborg
- 1980: Milton Harris
- 1981: Herbert Charles Brown
- 1982: Bryce Crawford
- 1983: Robert Mulliken
- 1984: Linus Pauling
- 1985: Henry Taube
- 1986: Karl August Folkers
- 1987: John D. Roberts
- 1988: Frank Westheimer
- 1989: George C. Pimentel
- 1990: Roald Hoffmann
- 1991: Harry Gray
- 1992: Carl Djerassi
- 1993: Robert W. Parry
- 1994: Howard E. Simmons
- 1995: Derek Barton
- 1996: Ernest L. Eliel
- 1997: Mary L. Good
- 1998: Frank Albert Cotton
- 1999: Ronald Breslow
- 2000: Darleane C. Hoffman
- 2001: Fred Basolo
- 2002: Allen J. Bard
- 2003: Edwin J. Vandenberg
- 2004: Elias James Corey Jr.
- 2005: George Olah
- 2006: Paul S. Anderson
- 2007: George Whitesides
- 2008: Gábor A. Somorjai
- 2009: Frederick Hawthorne
- 2010: Richard N. Zare
- 2011: Ahmed Zewail
- 2012: Robert Langer
- 2013: Peter Stang
- 2014: Stephen Lippard
- 2015: Jacqueline Barton